# Przejście graniczne Babia Góra-Babia hora
Przejście graniczne Babia Góra-Babia hora – polsko-słowackie przejście graniczne na szlaku turystycznym w województwie małopolskim, w powiecie suskim, w gminie Zawoja, w Beskidzie Żywieckim na Babiej Górze, zlikwidowane w 2007.

## Opis
Zostało utworzone 1 lipca 1999, w rejonie znaku granicznego nr III/81/2. Czynne było od godziny 6.00 do 20.00 w okresie letnim (kwiecień–październik) i od 8.00 do 18.00 w okresie zimowym (listopad–marzec). Dopuszczony był ruch pieszych i narciarzy. Odprawę graniczną i celną wykonywały organy Straży Granicznej]. Doraźnie kontrolę graniczną i celną osób, towarów oraz środków transportu kolejno wykonywała: Strażnica SG w Lipnicy Wielkiej, Placówka SG w Lipnicy Wielkiej.
Przejście graniczne zostało zlikwidowane 21 grudnia 2007, na mocy układu z Schengen.
Do przekraczania granicy państwowej z Republiką Słowacką na szlakach turystycznych uprawnieni byli obywatele Rzeczypospolitej Polskiej i Republiki Słowackiej oraz następujących państw:

1. Księstwo Andory
2. Republika Austrii
3. Królestwo Belgii
4. Republika Czeska
5. Republika Grecji
6. Królestwo Danii
7. Republika Estonii
8. Republika Finlandii
9. Republika Francuska
10. Królestwo Hiszpanii
11. Królestwo Niderlandów
12. Państwo Izrael
13. Państwo Japonia
14. Republika Irlandii
15. Republika Islandii
16. Kanada
17. Księstwo Liechtensteinu
18. Wielkie Księstwo Luksemburga
19. Republika Litewska
20. Republika Łotewska
21. Księstwo Monako
22. Republika Federalna Niemiec
23. Królestwo Norwegii
24. Republika Portugalska
25. Republika San Marino
26. Republika Słowenii
27. Stany Zjednoczone Ameryki Północnej
28. Konfederacja Szwajcarska
29. Królestwo Szwecji
30. Republika Węgierska
31. Zjednoczone Królestwo Wielkiej Brytanii i Irlandii Północnej
32. Państwo Watykańskie
33. Republika Włoska
34. Republika Cypryjska[4]
35. Republika Malty[4].